# Affaire du Russiagate
| - Donald Trump - Vladimir Poutine |

L'affaire du Russiagate est une affaire judiciaire et politique américaine aux multiples ramifications qui commence en septembre 2016. Elle se produit dans le cadre de soupçons de collusion entre la Russie et des membres de la campagne présidentielle de 2016 de Donald Trump, ainsi que d'interférence du président dans le déroulement de l’enquête. En 2019, le procureur spécial Robert Mueller fait état d’une ingérence russe dans l'élection présidentielle américaine de 2016 mais indique que son enquête n’a pas recueilli de preuves suffisantes pour établir une « collusion » entre la Russie et l'équipe de Donald Trump.
En août 2020, la commission du renseignement du Sénat américain publie un rapport bipartisan de près de mille pages établissant que « des espions russes avaient activement soutenu la campagne de M. Trump ». Le rapport démontre une coordination suivie entre celle-ci et la Russie, notamment pour la diffusion des courriels d'Hillary Clinton, et accuse formellement un proche du directeur de campagne de Trump d’être un agent du renseignement russe.
En novembre 2021, l’enquête du procureur spécial John Durham jette de forts doutes sur les accusations de collusion entre Moscou et l'ex-président américain, notamment après l'arrestation et la mise en examen, le 4 novembre 2021, d'Igor Danchenko, le principal informateur du « dossier Steele » à l’origine du Russiagate, inculpé de cinq chefs d'accusation de mensonge au FBI. Cet informateur est accusé d'avoir menti et d'avoir tenu ses informations d’un proche des Clinton, Charles Dolan, conseiller en relations publiques de plusieurs campagnes démocrates. Le rapport de John Durham publié en mai 2023 met en avant les faiblesses de l'enquête du FBI concernant le Russiagate et constate que la police fédérale a « manqué d'objectivité » dans l'analyse des liens entre Moscou et la campagne présidentielle de Donald Trump en 2016.
En 2022, l'existence d'ingérence russes dans les élections américaines est admise par Evgueni Prigojine, homme d'affaires russe proche de Vladimir Poutine et fondateur de l'Internet Research Agency et du Groupe Wagner.
Le traitement de cette affaire par les médias a fait l'objet de plusieurs articles critiques. La mise en examen d'Igor Danchenko en novembre 2021 conduit notamment The Wall Street Journal et The Washington Post à revenir sur leur propre rôle dans cette affaire, le premier écrivant que « la presse [en] fut le promoteur crédule ».

## Terminologie
Dans les médias, le suffixe -gate est fréquemment ajouté à un nom pour créer le néologisme qui désignera une affaire relative à des actions illégales, des mensonges ou des scandales, réels ou allégués, étouffés par une autorité gouvernementale. Cet usage trouve son origine dans le scandale du Watergate, à la suite de la révélation des écoutes électroniques au complexe de bâtiments du Watergate.

## Contexte
Dès le 4 septembre 2016, le candidat à la vice-présidence de Clinton, Tim Kaine, prétend que « Donald Trump encourage la Russie à hacker les courriels de Hillary Clinton ». Deux jours plus tard, Hillary Clinton déclare que Trump « encourage Moscou à l'espionner ». Après la défaite d'Hillary Clinton, le thème est repris, accompagné de demande d'enquête.
Le 31 octobre 2016, le New York Times rapporte que le FBI avait enquêté sur les rapports présumés entretenus entre Trump et la Russie, sans en trouver. À cette époque, les dirigeants du FBI pensaient que la Russie essayait de répandre le chaos de façon générale, et non de faire spécifiquement élire Trump.
En décembre 2016, Barack Obama affirme que des cyber-activistes russes avaient pour but d’influencer l’élection présidentielle et le FBI publie une note informelle sur les « cyber-activités russes malveillantes ».
Selon la chronologie établie par le Washington Post, en janvier 2017 James Comey témoigne devant le Congrès sur les interférences russes présumées dans l'élection, mais refuse de confirmer que le FBI enquête sur l'équipe de la campagne électorale de Trump. Juste avant son investiture, Donald Trump informe Comey de son intention de le garder comme directeur du FBI. En mars, Comey révèle que le FBI enquête sur d'éventuels liens entre l'équipe de Trump et la Russie.
Le 10 janvier 2017, dix jours avant l'investiture de Donald Trump, Buzzfeed publie un dossier d'informations non vérifiées traitant de liens entre Donald Trump et la Russie. D’après le dossier, Donald Trump a eu des contacts avec des hommes d'affaires russes, identifiés par les services américains comme étant des agents russes. Selon une source anonyme du dossier, les services secrets russes possèdent un enregistrement vidéo de Donald Trump en compagnie de prostituées à l’hôtel Ritz-Carlton de Moscou, en novembre 2013,,. Trump aurait été filmé pendant une séance de « golden shower » visant à souiller le lit dans lequel Barack Obama avait dormi. Le lendemain, le 11 janvier 2017, le magazine Penthouse annonce offrir un million de dollars à celui qui fournira les enregistrements présumés, et rechercher des témoignages selon lesquels Trump aurait fait allégeance envers la Russie en échange de privilèges de ce pays,.
Le 2 mars 2017, le procureur général des États-Unis, Jeff Sessions, à la suite de révélations de la presse sur ses contacts avec l'ambassadeur de Russie, et lors de l'audition par le Sénat pour valider sa désignation comme ministre de la Justice, annonce qu'il n’interférera pas dans les enquêtes sur la présumée ingérence russe dans l'élection présidentielle.

## Limogeage de James Comey

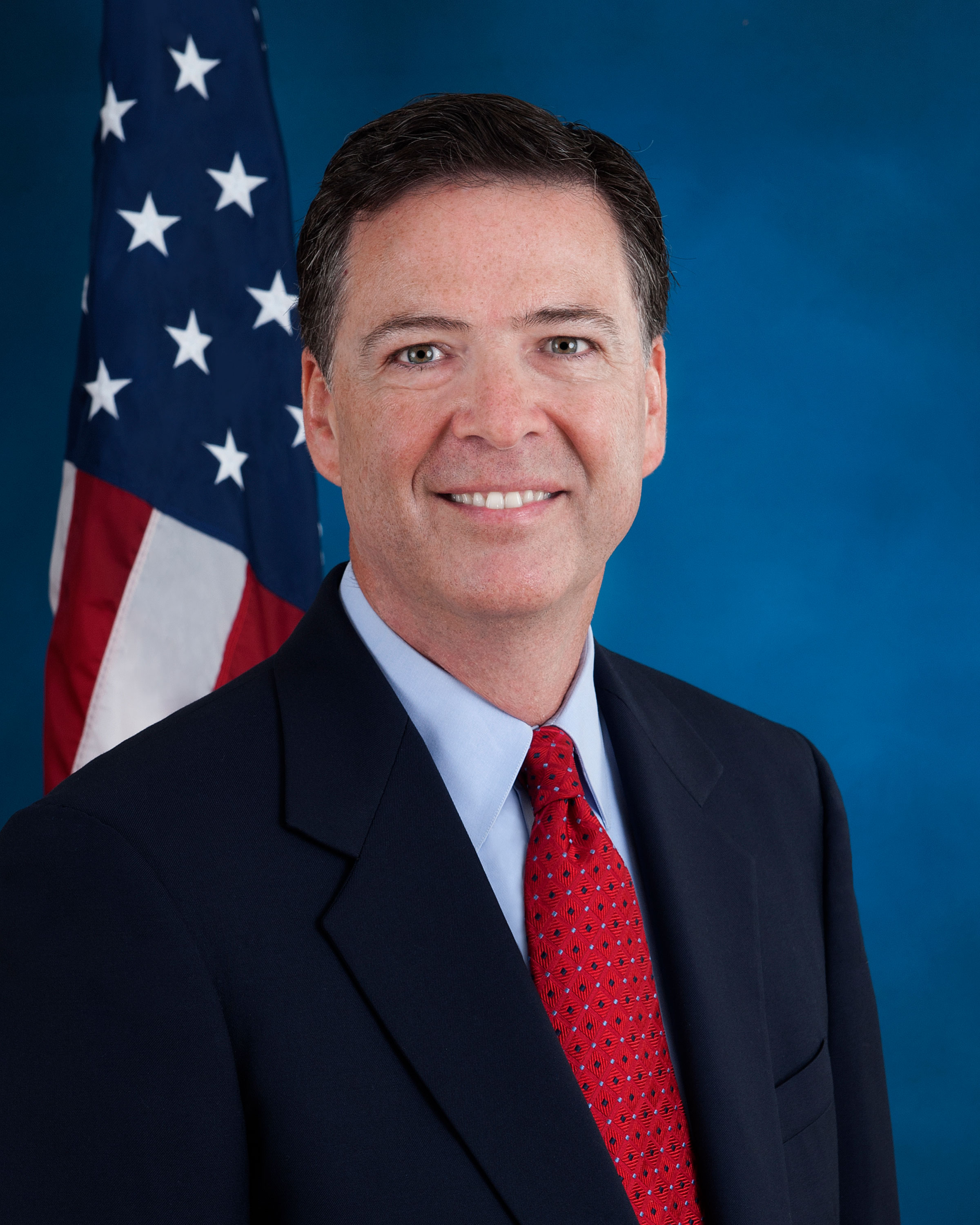
James Comey

Le 9 mai 2017, Donald Trump limoge le directeur du FBI, James Comey. Le président justifie cette décision en s'appuyant sur un mémo sévère de l'adjoint du ministre de la justice Rod Rosenstein (en),.
L'argument avancé pour écarter James Comey, et surtout le moment choisi, ne convainquent pas le camp démocrate, le limogeage survenant alors que Comey supervisait une autre enquête sur de possibles liens entre l’équipe de campagne de Donald Trump et les hackeurs russes qui avaient déstabilisé celle de Hillary Clinton. Ce renvoi provoque une importante polémique aux États-Unis et relance les interrogations sur les relations de Trump avec les Russes,,.
Le 12 mai 2017, Donald Trump écrit sur Twitter que « James Comey ferait mieux d’espérer qu'il n'y ait pas d'enregistrements de nos conversations avant de fuiter vers la presse ! ».

### Mémos de conversations
Le 16 mai 2017 est rendue publique l'existence de mémorandums rédigés par Comey sur ses entretiens avec le président qui laissent entendre que le président aurait tenté de faire pression sur lui pour qu'il abandonne l'enquête sur son ancien conseiller à la sécurité Michael T. Flynn. À la suite de la publication détaillée du contenu de ces mémos par les médias, la Maison-Blanche publie un communiqué affirmant que « le président n'a jamais demandé à M. Comey ou à quiconque de mettre fin à toute enquête, y compris toute enquête impliquant le général Flynn » et que le contenu des mémos « n'est pas une vérité ou une description exacte de la conversation entre le président et M. Comey ».
Le 18 mai 2017, un procureur spécial, Robert Mueller, est chargé par le département de la justice d'enquêter sur les collusions présumées entre les autorités russes et des proches du président.

### Lettre adressée au Congrès
Dans une lettre adressée au Congrès le 7 juin 2017, James Comey confirme des « révélations » de la presse américaine sur « l'ingérence de Trump » selon lesquelles le président américain aurait bien demandé à l'ex-patron du FBI « d'abandonner l'enquête sur son conseiller à la sécurité mêlé à l'affaire de l'ingérence russe dans l'élection ».

### Déposition devant le Comité judiciaire du Sénat

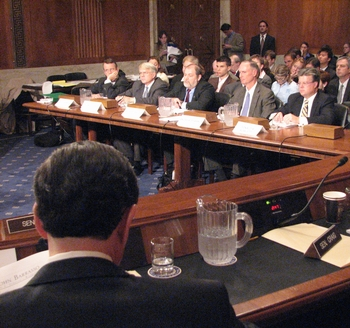
Une commission du Sénat américain.

Le 8 juin 2017, James Comey fait une déposition devant le Comité judiciaire du Sénat durant laquelle il déclare avoir fait l'objet de pressions et se dit convaincu que le président l'a limogé afin de « modifier la façon dont l’enquête sur la Russie était conduite ». Il n'apporte cependant pas de preuve, Trump lui ayant simplement dit qu'il « espérait » que l'enquête sur Flynn pourrait être abandonnée, sans lui donner d'ordre direct en ce sens. Durant son interrogatoire par les sénateurs, James Comey admet avoir fait fuiter des informations sur le président afin de provoquer grâce aux médias la nomination d'un procureur spécial.

### Réaction de Donald Trump
Le 9 juin 2017, les avocats de Donald Trump annoncent qu'ils vont porter plainte contre l'ancien directeur du FBI auprès du département de la Justice des États-Unis pour divulgation d'informations confidentielles.
Parallèlement, durant une conférence de presse avec le président roumain Klaus Iohannis, Donald Trump accuse James Comey « d'avoir menti lors de son audition devant le congrès ». Il a ajouté qu'il était prêt « à 100 % à contredire le témoignage de James Comey sous serment, notamment devant le procureur spécial Robert Mueller ».
Le 15 juin 2017, Trump qualifie dans un tweet l’enquête en cours comme étant « la plus grande chasse aux sorcières de l'histoire politique américaine » et qu'elle était conduite par « des personnes très mauvaises et conflictuelles ». Dans un autre tweet, il demande « pourquoi les liens d'Hillary Clinton avec la Russie ne font pas l'objet d'un examen similaire ».
Le 18 juin 2017, l'un de ses avocats, Jay Sekulow (en), dément que ces tweets accréditent la thèse « qu'il serait lui-même visé par les investigations menées par le procureur spécial Robert Mueller » et affirme « qu'il n'existe pas d'enquête visant le président des États-Unis. Point à la ligne. ».

## Rôle de Jeff Sessions

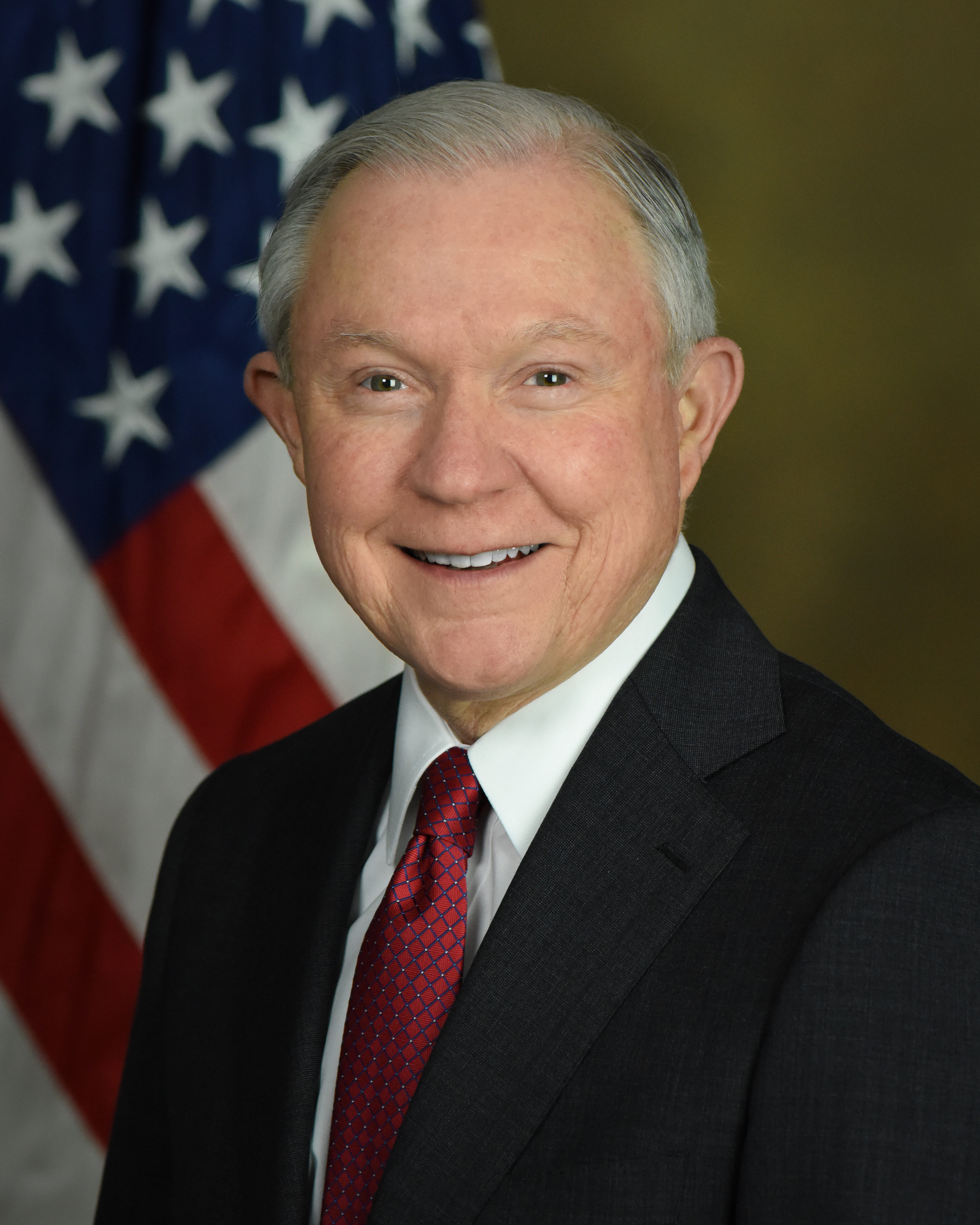
Jeff Sessions.

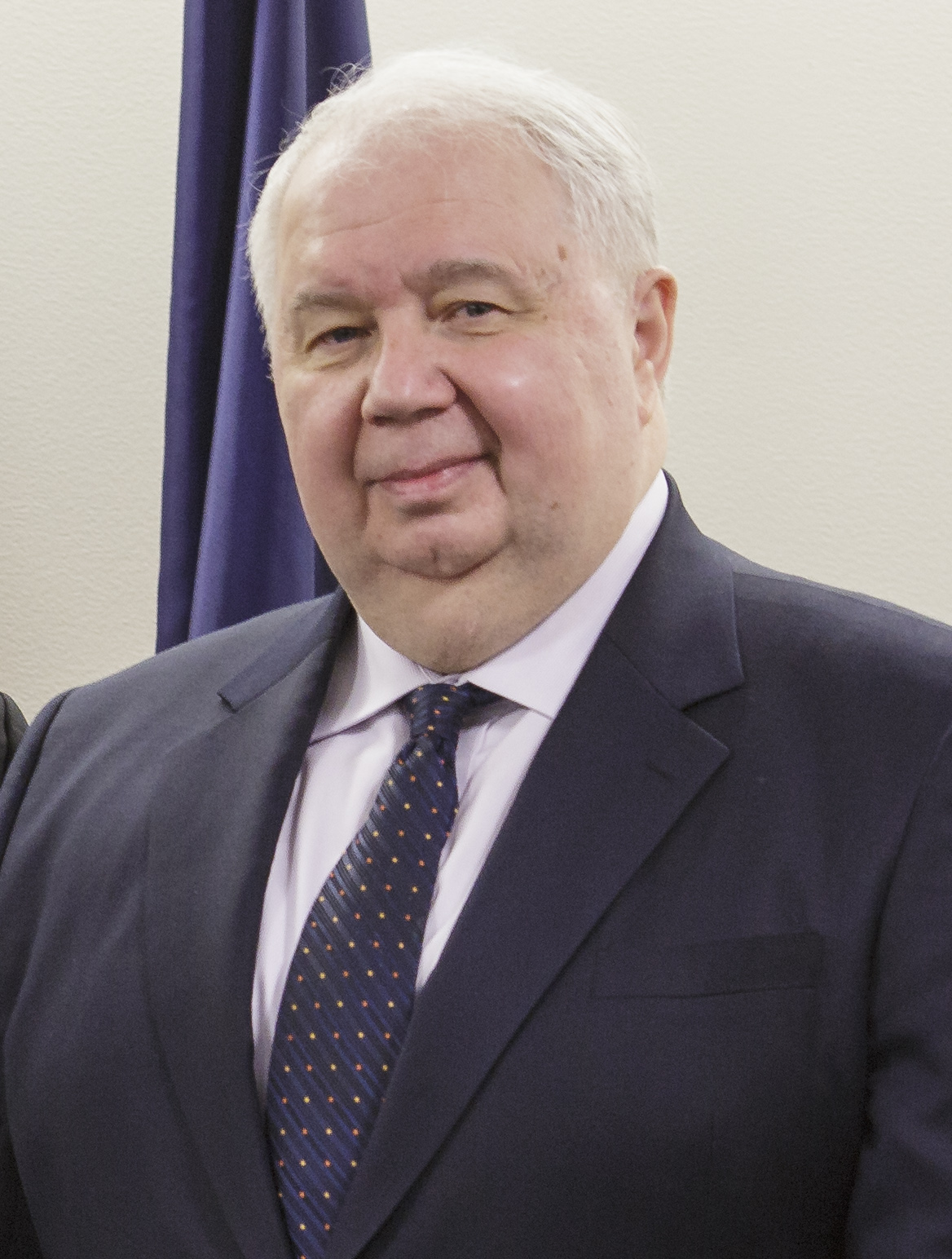
Sergueï Kisliak, ambassadeur de Russie à Washington.

Le 11 juin 2017, le procureur général des États-Unis, Jeff Sessions, annonce vouloir comparaître devant le Comité sénatorial du renseignement pour « discuter de son enquête sur l'ingérence présumée de la Russie lors de l'élection présidentielle de 2016 ». Le 13 juin 2017, en préambule à son audition, il nie avoir omis de déclarer une rencontre avec l’ambassadeur russe ou tout autre entretien avec un représentant du Kremlin à propos de l’élection présidentielle et dément les allégations de collusion entre Moscou et l’équipe de campagne de Donald Trump, les qualifiant de « mensonge détestable et consternant ».
Au cours de son audition, Sessions confirme deux éléments du témoignage livré une semaine plus tôt par J. Comey. D'une part, le tête-à-tête de ce dernier avec le président au terme d’une réunion à laquelle Sessions avait lui-même pris part, au cours duquel Trump aurait suggéré à Comey de mettre un terme à une enquête concernant son ancien conseiller à la sécurité nationale, Michael Flynn. Et d'autre part, le fait que Comey avait fait part à Sessions de son malaise face au comportement du président, à la suite de ce même entretien. Sessions contredit toutefois le témoignage de James Comey, selon lequel ce dernier aurait « imploré [Sessions] de ne pas le laisser seul avec le président, sans obtenir de réponse ».
Sous les questions répétées de certains sénateurs démocrates ou indépendants, en particulier Ron Wyden, Martin Heinrich et Angus King, Sessions reconnaît comme « possible » une troisième rencontre, jamais mentionnée jusqu'alors, avec l'ambassadeur russe à Washington, Sergueï Kisliak. À de nombreuses reprises au cours de cette audition mouvementée, Sessions affirme « ne pas se rappeler », et lorsqu'il est interrogé de manière insistante par les sénateurs sur le contenu de ses conversations avec Donald Trump concernant l'enquête en cours, il refuse de répondre aux questions au motif que le président n'a pas pu les valider au préalable.
Interrogeant le procureur général au sujet de l'enquête en cours sur les interférences russes dans l'élection présidentielle de 2017, le sénateur indépendant Angus King lui demande s’il croyait que la Russie avait voulu « interférer dans l’élection de 2016 », ce à quoi Sessions répond : « Il semble que oui ». « Mais vous n’avez jamais posé de question à ce sujet », relance le sénateur. « Non », se contente de répondre Sessions.
À la suite de cette audition, Sessions est accusé d'« obstruction » par les sénateurs démocrates du comité, qui lui reprochent « d'entraver l’enquête ».
Le 21 juillet suivant, le Washington Post rapporte les propos de responsables du renseignement américain affirmant que Sessions avait parlé stratégie politique avec l'ambassadeur russe pendant la campagne présidentielle. L'article fait également état de communications interceptées entre Sessions et Kisliak et entre Kisliak et sa hiérarchie, qui contredisent les affirmations répétées de Sessions selon lesquelles il n'aurait jamais évoqué la campagne de Trump avec l’ambassadeur.

## Rôle de Paul Manafort
Selon CNN, au cours de l'été 2016 des conversations russes interceptées par le FBI montreraient des contacts entre des personnalités associées à la campagne électorale de Trump et des personnes suspectées d'intelligence avec les Russes. Par la suite, ces écoutes montreraient que des Russes ont tenté de coordonner avec des personnes associées à Trump des tentatives d'affaiblir la position électorale de Hillary Clinton. Paul Manafort, qui a dirigé la campagne électorale de Trump, ferait partie de ces personnes.
Le 9 août 2017 le Washington Post annonce que le FBI a procédé à une perquisition au domicile de Paul Manafort le 26 juillet 2017, ce que confirme un porte-parole de Manafort.
Le 30 octobre 2017, le procureur spécial Robert Mueller annonce des poursuites judiciaires à l’encontre de Paul Manafort et de son associé Rick Gates. Douze chefs d’inculpation sont retenus, dont les plus importants sont l’évasion fiscale, le blanchiment d’argent et le fait d’avoir agi en tant qu’agent non enregistré du gouvernement ukrainien. Les faits reprochés remontent à plusieurs années,,.

## Rapport Mueller

### Enquête

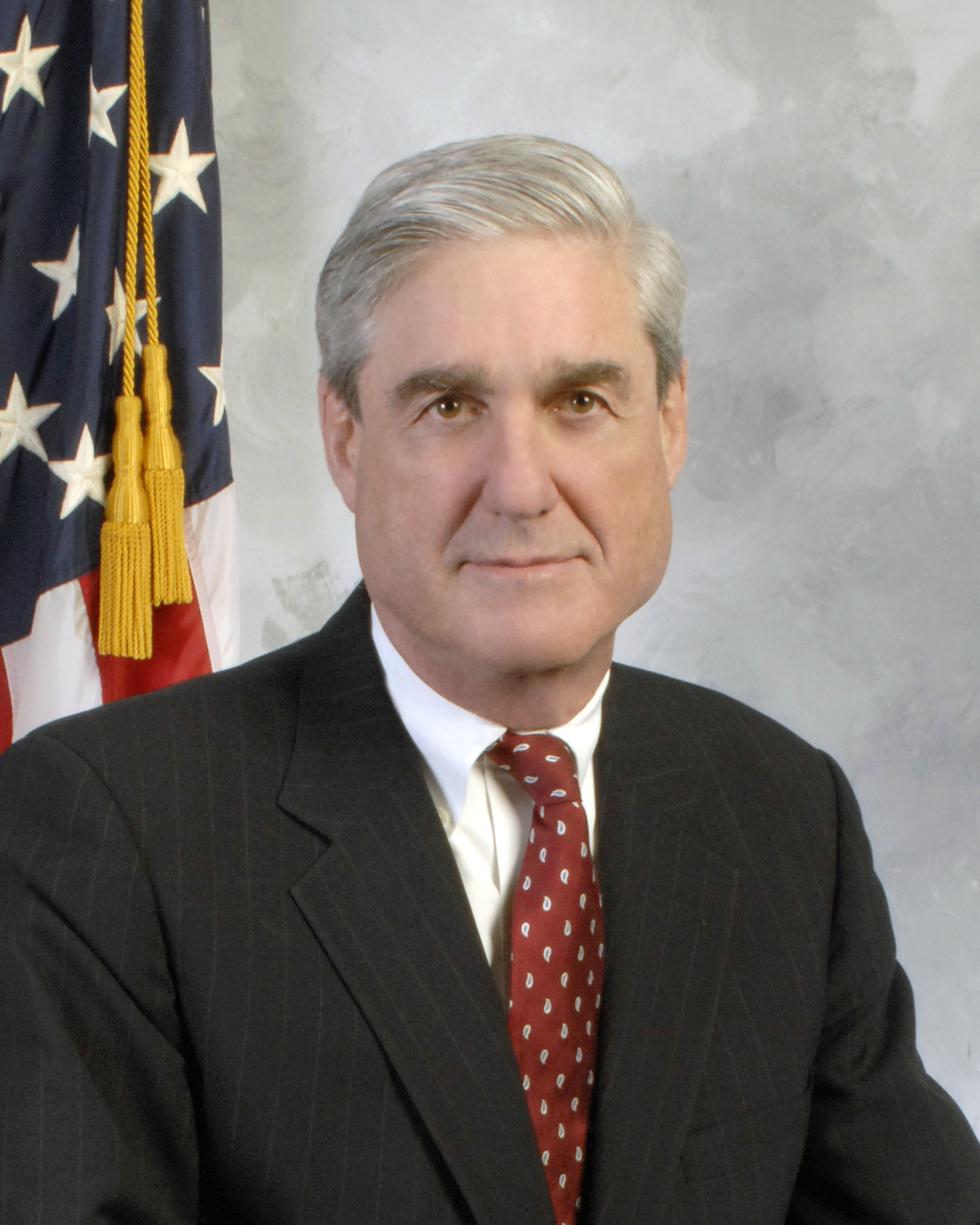
Robert Mueller.

Le 14 juin, The Washington Post affirme que le procureur spécial Robert Mueller a ouvert une enquête sur Donald Trump pour entrave à la justice. Il chercherait à déterminer si le président américain a tenté de freiner ou bloquer l'enquête sur les proches du président. Selon ce journal, qui cite des sources anonymes, les enquêteurs s'intéressent aussi à de « potentiels délits financiers chez les collaborateurs du milliardaire républicain ». L'avocat du président, Marc Kasowitz (en), déclare que « La fuite d’information du FBI concernant le président est scandaleuse, inexcusable et illégale » sans se prononcer sur le fond de l'affaire.
Le 3 août 2017, la presse annonce que Robert Mueller est en train de former un grand jury, ce qui lui permettra notamment d'émettre des assignations obligeant des personnes à lui fournir des documents ou d'autres preuves. Le travail d'un grand jury est couvert par le secret, ce qui signifie que ni ses membres ni le procureur ne peuvent dévoiler ce qu'un témoin a pu dire au cours de son audition,.
Fin octobre 2017, le Washington Post avance qu'une partie de l'argent de la campagne d'Hillary Clinton et le Comité national démocrate ont aidé à financer les recherches qui ont abouti au dossier contenant des allégations concernant les relations du président Trump avec la Russie et une possible coordination entre sa campagne et le Kremlin. Fusion GPS, l'entreprise choisie pour ces recherches, a embauché l'auteur du dossier Christopher Steele, un ancien officier de renseignement britannique ayant des liens avec le FBI et la communauté du renseignement américain. Ces recherches ont été financées par l'argent de la campagne d'Hillary Clinton et le Comité national démocrate jusqu'à la fin d'octobre 2016, soit quelques jours avant le jour du scrutin.
Le 1er décembre 2017, Michael Flynn, ancien conseiller à la sécurité nationale de Donald Trump, plaide coupable d'avoir menti au FBI au sujet de ses rencontres avec l'ambassadeur russe avant que Donald Trump ne soit investi président. Selon les médias américains, Michael Flynn coopère avec l'équipe de Robert Mueller, il serait notamment prêt à témoigner que Donald Trump lui a directement demandé de prendre contact avec les Russes, initialement sur le sujet de la lutte contre Daech.
Le 12 février 2019, alors que Mueller poursuit son travail, le Comité sénatorial bipartite du renseignement déclare qu'il n’existe aucune preuve de collusion entre la campagne présidentielle de Donald Trump et la Russie. Cela ne met cependant pas un terme à l'enquête du FBI, qui continue ses auditions.

### Conclusions du rapport
Le 22 mars 2019, après deux ans d'enquête, 2 800 réquisitions de documents et l'audition de quelque 500 témoins, le procureur spécial Robert Mueller remet au procureur général des États-Unis, William P. Barr, le rapport de son enquête. Le 24 mars suivant, le procureur général transmet une lettre de quatre pages résumant le rapport du procureur spécial et conclut qu'il n'existe pas de preuve d'une entente entre l'équipe de Donald Trump et la Russie lors de la campagne pour l’élection présidentielle de 2016,,. Il estime également ne pas avoir matière à poursuivre le président pour entrave à la justice ; cependant, il cite à cette occasion le procureur spécial en indiquant que « si ce rapport ne conclut pas que le président a commis un crime, il ne l'exonère pas non plus »,.
Le 27 mars 2019, Robert Mueller adresse un courrier à William P. Barr, dans lequel il fait part de son mécontentement sur le résumé publié par le procureur général, qui selon lui ne traduit pas « le contexte, la nature et la substance » de son enquête : « Il y a maintenant une confusion du public à propos d'aspects critiques des résultats de notre investigation. Cela menace l'un des objectifs centraux pour lesquels le ministère a nommé un procureur spécial : assurer la pleine confiance du public dans le résultat de l'enquête ». Le jour suivant, Mueller appelle Barr au téléphone pour lui faire part de ses préoccupations. Selon des responsables du ministère de la Justice, Mueller est inquiet que le public ne comprenne pas correctement l'enquête sur les entraves à la justice par Donald Trump,. Selon Mueller, le rapport contient une douzaine de tentatives du président Trump pour contrecarrer l'enquête sur les liens de sa campagne avec la Russie,.
Le 18 avril 2019, le rapport de Robert Mueller (en) est rendu public, expurgé des passages les plus confidentiels. Concernant les contacts entre l'équipe de Trump et la Russie, Robert Mueller écrit : « Même si l'enquête a établi que le gouvernement russe s'est aperçu qu'il tirerait profit d'une présidence Trump et a œuvré pour parvenir à ce résultat, et que l'équipe de campagne (de Trump) s'attendait à bénéficier électoralement d'informations volées et diffusées par le biais d'initiatives russes, cette enquête n'a pas établi que des membres de la campagne Trump ont conspiré ou se sont coordonnés avec le gouvernement russe dans ses activités d'ingérence électorale. [...] Les contacts russes (avec l'équipe de campagne de Trump) ont consisté en des liens d'affaires, des propositions d'assistance à l'équipe de campagne, des invitations pour une rencontre en personne entre le candidat Trump et Poutine, des invitations pour des rencontres entre des responsables de la campagne et des représentants du gouvernement russe, et des positions politiques visant à améliorer les relations américano-russes »,.
Robert Mueller indique cependant qu'il ne fait aucun doute que « l'État russe s'est immiscé dans l'élection présidentielle de 2016 d'une façon systématique ». Selon lui, « une organisation russe a mené une campagne sur les réseaux sociaux qui a favorisé » Donald Trump et « dénigré » son opposante démocrate Hillary Clinton. Des hackers russes, émanant du GRU, le service de renseignement militaire russe, ont également piraté des messages du parti démocrate et d'un proche d'Hillary Clinton, lesquels ont ensuite été diffusés sur internet par des sites anonymes ainsi que par WikiLeaks, qui avait reçu directement des Russes les messages volés. L'Internet Research Agency, fondée et dirigée par l'homme d'affaire russe Evgueni Prigojine, a quant à elle gérée une « usine à trolls » et s'est employée à polariser la société américaine au moyen d'une guerre de l'information, dans le but de faire élire Donald Trump.
Concernant les accusations d'entraves à la justice, Robert Mueller écrit : « Si nous étions sûrs, après une enquête rigoureuse, que le président n’a clairement pas commis d’entrave à la justice, nous le dirions. Sur la base des faits et des standards légaux applicables, nous ne sommes pas en mesure de prononcer ce jugement ».
Le 29 mai 2019, lors de sa première prise de parole après la remise du rapport, le procureur Mueller réaffirme la réalité des « efforts multiples et systématiques » des services de renseignement russes durant la campagne pour interférer dans les élections américaines et « nuire à un candidat », la démocrate Hillary Clinton,,. Concernant une éventuelle collusion entre la campagne de Trump et les Russes, il affirme que « les preuves étaient insuffisantes pour inculper un complot plus large »,, et pour engager des poursuites contre les responsables de la campagne.
Mueller rappelle également qu'« un président ne peut être poursuivi pour une infraction fédérale tant qu’il est en fonctions, c’est anticonstitutionnel », avant d'ajouter que « si nous étions convaincus que le président n’avait pas commis de délit, nous l’aurions dit ». Comme il le disait déjà dans son rapport, Mueller rappelle que ce sont les directives du ministère de la Justice, et non l’absence de preuves, qui l’ont empêché de tirer la moindre conclusion de ses travaux. Il affirme cependant que ces directives nécessitent « un processus autre que le système de justice pénale pour accuser officiellement le président d’actes répréhensibles », faisant allusion au pouvoir de contrôle du pouvoir législatif sur le pouvoir exécutif et à la procédure de destitution. Mueller ajoute dans son intervention qu'il ne prendra pas la parole devant le Congrès et qu'il n'a rien à ajouter sur l'affaire, considérant que tout ce qui devait être dit a été écrit dans son rapport. Mueller annonce à cette occasion qu'il démissionne de ses fonctions,.
Le 1er mai 2019, William Barr est entendu par la commission judiciaire du Sénat. Les Démocrates l'accusent d'avoir travesti le rapport Mueller. Il lui est reproché d'avoir, dans son résumé de quatre pages, cité seulement des bouts de phrase. S'il a bien rapporté le passage qui juge Trump et son équipe non coupables de collusion, il a omis de citer le début de la phrase selon lequel « la campagne entendait bénéficier électoralement d'informations volées et diffusées par les Russes ». Des membres de l'entourage de Trump ont rencontré des Russes le 9 juin 2016 espérant que ceux-ci les « aident » dans leur campagne et leur donnent des « informations de la Russie qui pourrait aider le candidat Trump dans son entreprise électorale ». Mais les Russes ne leur ont pas donné d'informations. Le Congrès demande également à William P. Barr de venir témoigner le jour suivant, mais ce dernier refuse.
Mueller est appelé à témoigner devant le Congrès américain le 23 juillet 2019. Il détaille pendant son audition une série de pressions exercées par Donald Trump sur son enquête et affirme qu'il ne peut blanchir Trump des soupçons d'entrave à la justice,,.

## Rapport de la commission du renseignement du Sénat américain
Le 18 août 2020, la commission du renseignement du Sénat américain, dirigée par un républicain, publie un rapport bipartisan de près de mille pages établissant que « des espions russes avaient activement soutenu la campagne de M. Trump ». Le rapport démontre une coordination suivie entre celle-ci et la Russie, notamment pour la diffusion des courriels d'Hillary Clinton, et accuse formellement un proche du directeur de campagne de Trump d’être un agent du renseignement russe.

## Réactions
Se référant aux fuites de documents classifiés que le directeur du FBI, James Comey, venait d'avouer avoir organisées, le président russe, Vladimir Poutine a déclaré ironiquement, le 15 juin 2017, lors d'une session de questions-réponses avec des électeurs russes : « Quelle est la différence entre le directeur du FBI et M. Snowden ? » se référant à l'ancien employé de l'Agence nationale de sécurité américaine, Edward Snowden, qui avait obtenu l'asile politique en Russie en 2013 après avoir divulgué des informations classifiées sur les opérations d'espionnage américaines. Il a ajouté toujours en plaisantant que Comey devrait, comme Snowden, être considéré comme un « militant des droits de l'homme » et que s'il fait l'objet de persécutions il est prêt à lui accorder à lui aussi l'asile politique. Plus sérieusement, il a estimé que Comey, dans son témoignage au Congrès, « n'avait fourni aucune preuve que la Russie s'était ingérée dans les élections américaines ».

## Donald Trump, Jr.

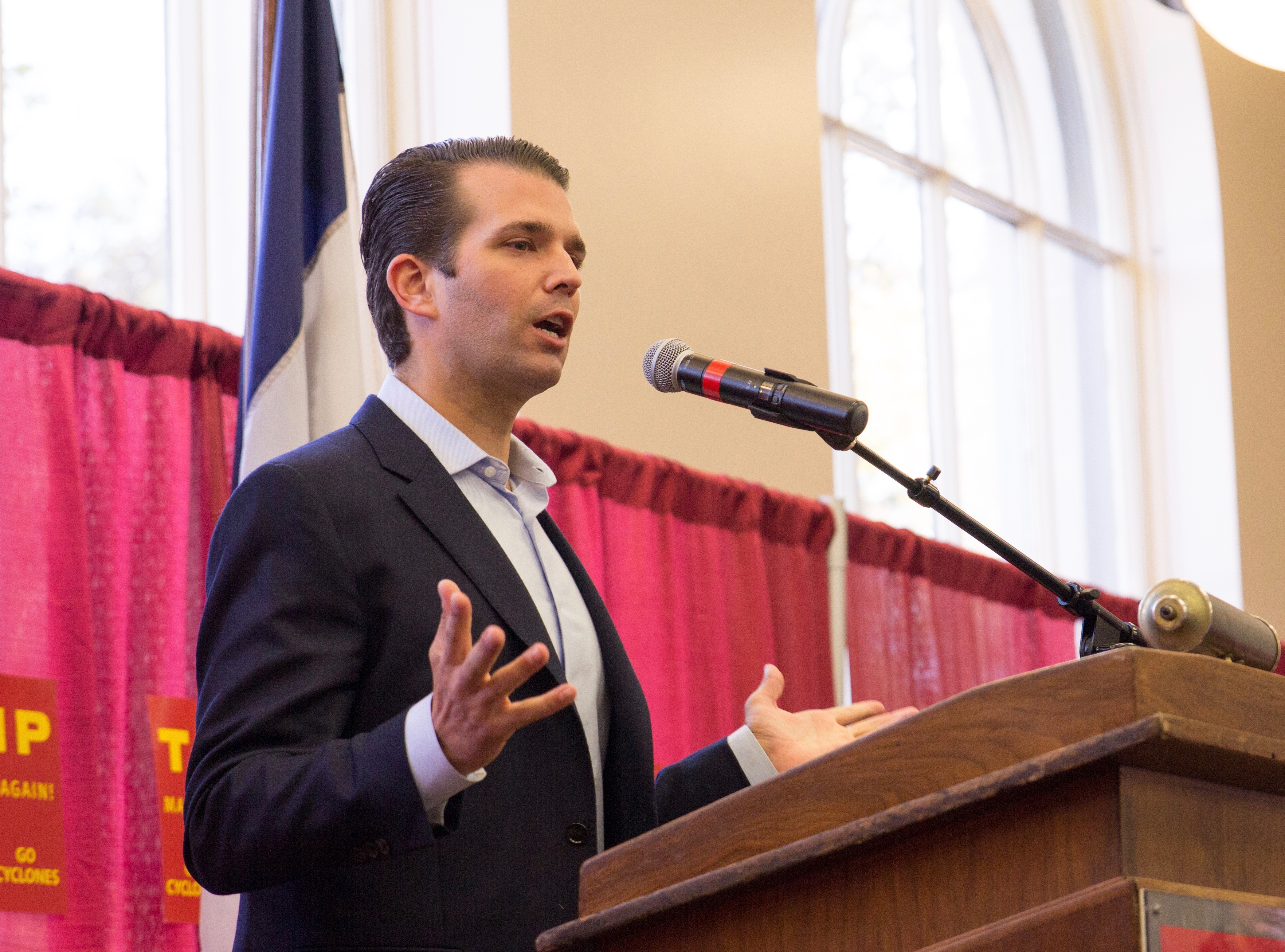
Donald Trump, Jr.. durant la campagne présidentielle de son père, en 2016.

Le 8 juillet 2017, le New York Times fait état d'une rencontre entre Donald Trump, Jr., Jared Kushner et Paul Manafort avec une avocate russe, Natalia Vesselnitskaïa (en), présentée comme « liée au Kremlin » qui aurait voulu divulguer des informations compromettantes concernant le financement de la campagne électorale de Hillary Clinton. Bien que confirmant la tenue de la rencontre, le fils de Donald Trump dément que des informations à ce sujet lui ont été communiquées tandis que le Kremlin nie tout lien avec l'avocate,. Le lendemain, Natalia Vesselnitskaïa, déclare lors d'un entretien avec NBC avoir reçu un appel téléphonique d'une personne qui lui était inconnue « la sommant de rencontrer Trump, Jr. ». Elle confirme « ne pas avoir d'informations sur la campagne de Clinton ni travaillé pour le gouvernement russe » et précise que Kushner a quitté la pièce après quelques minutes et que Manafort bien que présent n'a pas pris part à la discussion.
Le 11 juillet 2017, Donald Trump, Jr. publie l’échange de mails avec l’intermédiaire, Robert Goldstone, ayant proposé la rencontre. Le journaliste Robert Mackey note que les personnes à l'origine du rendez-vous, à savoir Emin Agalarov et son père Aras Agalarov (en), un oligarque proche du procureur général de Russie Iouri Tchaïka, sont également nommés dans un des rapports controversés de Christopher Steele, ancien agent du MI6 qui enquête sur la possible existence de liens entre Donald Trump et la Russie. Le même jour, l'opposant russe Alexey Navalny écrit sur son compte Tweeter qu'une connexion entre Poutine, Chaika, Agaralov et Trump est « très plausible ».
Le 13 juillet 2017, Chuck Grassley, le leader des Républicains du Comité judiciaire du Sénat des États-Unis, ainsi que Dianne Feinstein la cheffe des Démocrates de ce comité ont exprimé leur intention de convoquer Trump Jr pour des éclaircissements. Le fils Trump a déclaré « être heureux de partager ce qu'il sait ». Son père a réagi le même jour lors d'une conférence de presse commune avec le président Emmanuel Macron à Paris en déclarant que « La plupart des gens auraient accepté cette rencontre et que rien n'en est sorti », ajoutant que la presse fait beaucoup de bruit sur ce que beaucoup auraient fait.
Le 14 juillet 2017, The Associated Press révèle la présence au côté de Vesselnitskaïa non seulement de Robert Goldstone, mais aussi d'un lobbyiste américain d'origine russe, Rinat Akhmetshin (en), lié aux services de renseignement russes et ayant servi dans le contre-espionnage de l’armée soviétique. Selon lui, Trump Jr aurait mis fin à la discussion quand il s'est avéré que l'avocate russe ne pouvait fournir aucune preuve contre Clinton. Néanmoins, Akhmetshin explique également que durant l'entrevue Natalia Vesselnitskaïa aurait transmis des documents qui, selon elle, démontreraient ce qu'elle pensait être des flux de fonds illicites à destination du Comité national démocrate. Outre les personnes citées ci-dessus, Anatoli Samochornov, citoyen américain d'origine russe et traducteur habituel de Madame Vesselnitskaïa lorsqu'elle plaide devant des tribunaux américains, aurait également assisté à l'entrevue.
Selon le juriste Saikrishna Bangalore Prakash l'entrevue entre Trump Jr. et une juriste russe ne peut certainement pas être qualifiée de trahison, comme l'ont laissé entendre certains commentateurs et pas davantage comme une contribution sollicitée à la campagne électorale de son père. Il considère que le plus gros problème pour Donald trump Jr. et son père est d'ordre politique plutôt que juridique. Alors que ce dernier avait nié depuis des mois tout contact avec la Russie, le fait que son fils, son beau-fils et son directeur de campagne ont assisté à une entrevue avec une avocate russe supposée être liée au gouvernement russe en vue d'obtenir des informations préjudiciables à Hillary Clinton apparaît comme embarrassant.
Selon Sarah Huckabee Sanders, porte-parole de la Maison-Blanche, Donald Trump serait intervenu dans la rédaction du premier communiqué publié par son fils au sujet de cette affaire. Elle contredit ainsi une déclaration antérieure faite par Jay Sekulow (en), un des avocats du Président. Cette information pousse certains observateurs à se demander si l'intervention de Donald Trump pourrait être considérée comme une obstruction à la justice.

## Enquête du procureur spécial John Durham
En novembre 2021, l’enquête en cours du procureur spécial John Durham démontre, selon L'Express, que « les accusations de collusion entre Moscou et l'ex-président américain étaient totalement fantaisistes ». L'Express estime que l'arrestation et la mise en examen, le 4 novembre 2021, d'Igor Danchenko, réduisent à néant les accusations contre Donald Trump. Danchenko était en effet le principal informateur du « dossier Steele ». Or, cet informateur est maintenant accusé « d'avoir menti de bout en bout ». Il tenait ses informations « explosives » d’un proche des Clinton, Charles Dolan, l’un des cadres importants des campagnes électorales de Bill Clinton en 1992 et 1996, l’un des conseillers en relations publiques de Hillary Clinton en 2008, participant également à la campagne de la candidate démocrate en 2016.
Danchenko a été inculpé de cinq chefs d'accusation de mensonge au FBI lors d'entretiens en 2017, alors que le bureau luttait en vain pour vérifier des allégations selon lesquelles Donald Trump et son équipe de campagne étaient des agents clandestins du Kremlin. Ces allégations ont été compilées dans le soi-disant dossier Steele, sur lequel le FBI s'est appuyé pour obtenir des mandats de surveillance d'un tribunal fédéral secret. Selon Andrew C. McCarthy (en) dans une tribune publié par le New York Post, le dossier a été généré par l’équipe de campagne de Clinton. Son auteur principal était l'ancien espion britannique Christopher Steele. La principale source de Steele étant Danchenko, un Russe originaire des États-Unis qui travaillait à la Brookings Institution – un groupe de réflexion de Washington dont l'ancien président, Strobe Talbott, est un ami d'université de Bill Clinton qui travaillait dans le département d'État de Clinton.
L'acte d'accusation de Durham allègue que Danchenko a menti sur deux points principaux. Premièrement, il aurait fabriqué l'affirmation selon laquelle le président de la Chambre de commerce russo-américaine l'avait informé que, pendant la campagne présidentielle de 2016, Trump était impliqué dans un « complot de coopération » bien développé avec le régime du président russe Vladimir Poutine. En réalité, selon l'acte d'accusation, cette conversation n’aurait jamais eu lieu. Danchenko aurait également caché que l'une de ses sources pour les informations qu'il a fournies à Steele était un membre de longue date du Parti démocrate qui était proche des Clinton. Cette source a été révélée être Chuck Dolan,,.
Dans un rapport publié le 15 mai 2023, le procureur spécial estime que la police fédérale a « manqué d'objectivité » dans l'analyse des liens entre Moscou et la campagne présidentielle du candidat républicain en 2016. Selon le rapport, la police fédérale s'est contentée d'informations douteuses pour ouvrir l'enquête sur des soupçons de collusion entre la Russie et Donald Trump. Le rapport pointe du doigt notamment « la vitesse et la manière dont le FBI » a décidé d'enquêter sur Donald Trump qui « contraste avec l'approche adoptée précédemment dans une affaire sur une possible ingérence étrangère dans la campagne » de la candidate démocrate Hillary Clinton. Enfin, le rapport constate que « le FBI et le ministère de la Justice doivent reconnaître qu'un manque de rigueur analytique, des biais de confirmation et une trop grande confiance envers des sources liées à des opposants politiques ont empêché les enquêteurs de considérer des hypothèses alternatives et d'agir avec l'objectivité appropriée ».

## Traitement par les médias
Le 16 juin 2017, en réaction à un article du Washington Post citant des sources anonymes, affirmant que « le procureur spécial Robert Mueller a ouvert une enquête sur Donald Trump pour entrave à la justice et des délits financiers », Rod Rosenstein, procureur général adjoint des États-Unis, invite les Américains à « faire preuve de prudence avant d'accorder de la crédibilité à des informations attribuées à des fonctionnaires non identifiés ». Il a ajouté que « le ministère de la Justice a depuis longtemps adopté une politique de ne pas confirmer ou nier de telles allégations ».
Le 26 juin 2017, la démission de trois journalistes notoires de CNN qui avaient dû se rétracter et s'excuser après qu'il est apparu qu'un article qui reliait Trump à un fonds d'investissement russe n'était basé que sur une seule source anonyme et qu'ils ne pouvaient pas garantir l'exactitude de leurs affirmations, pousse le journaliste politique américain Glenn Greenwald à pointer du doigt plusieurs exemples d'imprudence médiatique concernant la menace que présenterait la Russie. Il note que ces fautes journalistiques « vont toutes dans la même direction : faire du battage médiatique et exagérer la menace posée par le Kremlin ». Il admet que les journalistes puissent commettre des « erreurs », mais consacrées au même thème rhétorique, celles-ci finissent « par avancer vers le même but narratif ».
Selon Greenwald, il y a de grands avantages à récolter en publiant des revendications alarmistes concernant les liens qui existeraient entre la menace russe et Trump. Les histoires qui représentent le Kremlin et Poutine comme étant des méchants et des menaces graves sont celles qui sont le plus virales, créent le plus de trafic et génèrent le plus d'avantages professionnels tels que des offres des télévisions, ainsi que des éloges en ligne et des bénéfices commerciaux pour ceux qui les diffusent. Cette production se base sur un appétit vorace parmi les téléspectateurs anti-Trump sur les télévisions câblées ou sur internet pour ces récits, peu importe leur degré de véracité. Glenn Greenwald se penche ainsi sur les erreurs commises par des médias de premier plan tels The Washington Post à deux reprises, Slate, C-SPAN, The Guardian, CrowdStrike, The New York Times. Pour Glenn Greenwald, ces imprudences journalistiques sont d'autant plus graves qu'elles alimentent et donnent du crédit à la campagne de l'administration Trump pour discréditer le journalisme en général.
Le même mois, John Bonifield, un des producteurs de la chaîne américaine CNN, affirme à un membre du Projet Veritas qui le filme en caméra cachée que l'affaire de l'ingérence russe dans la campagne de Trump pourrait être principalement fallacieuse, mais que CNN continuerait à la relater pour améliorer son audience. Selon lui, le directeur général (il désigne sans doute par cela le président Jeff Zucker (en)) aurait demandé expressément aux journalistes de continuer à enquêter sur ce sujet après la couverture de l'accord de Paris sur le climat. Bonifield estime également que si le précédent président Barack Obama avait été soumis au même traitement, le public aurait cessé de regarder la chaîne. Donald Trump estime qu'il est donc désormais prouvé que CNN arrange des fake news (infox). Paul Farhi, du Washington Post, note que Bonifield, producteur de reportages sur la santé et le médical, n'est pas interrogé sur sa connaissance réelle du traitement par CNN des problématiques politiques, et critique fortement la méthode utilisée. La chaîne précise que Bonifield ne fait qu'exprimer son opinion sur la question et qu'il ne fait pas partie des équipes chargées de cette enquête ; elle dit ne pas vouloir le sanctionner pour cette interview, car selon le communiqué, « la diversité des opinions est ce qui rend CNN forte ».
Le 12 juillet 2017, une interview sur CNN de Sebastian Gorka (en), membre du bureau exécutif du président par Anderson Cooper tourne à la confrontation. Gorka estime que le bandeau d'information en continu présentant les révélations sur la rencontre entre Trump Jr et l'avocate russe comme une « crise » et une « tourmente » à la Maison-Blanche est « risible », tout en démentant cette information. Il ajoute : « je suis triste de voir CNN tomber si bas à ce sujet, je sais que vous voulez une couverture salace et sensationnelle pour vos téléspectateurs afin que vos sponsors et vos propriétaires fassent plus d'argent, mais ce n'est pas du média, ce n'est pas du reportage. Ce ne sont que des fausses nouvelles. » Cooper réagit en déclarant « ne pas vouloir répondre aux insultes », et que c’est le manque de transparence préalable de Trump Jr qui fait perdurer l'affaire. Gorka lui répond « qu'il ne le visait pas personnellement, mais que l'histoire perdure du fait de l'obsession [envers le président] de l'industrie des fake news. Neuf mois d'accusations avec zéro, zéro preuve de quoi que ce soit d'illégal. ».
Le 19 juillet 2017, Ian Bremmer, chroniqueur pour plusieurs médias américains et président de Eurasia Group (en) spécialisé dans le conseil en communication politique et le risque politique révèle « dans une note à des clients » que Donald Trump a eu un « entretien secret » avec Vladimir Poutine lors d'un dîner donné par Angela Merkel aux dirigeants du G20 à Hambourg et leurs épouses qui s'est tenu les 7 et 8 juillet 2017. Selon la Maison-Blanche, le dîner était réservé aux chefs d'États et leur épouses accompagnés d'un traducteur par couple. Donald Trump a réagi en tweetant : « Les fake news deviennent de plus en plus malhonnêtes »,.
Le 2 décembre 2017, Brian Ross (en) le chef d’enquête d'ABC est suspendu pendant quatre semaines sans salaire pour son reportage erroné sur Michael T. Flynn, l'ancien conseiller à la sécurité de Donald Trump. Dans ce que la chaîne télévisée qualifie de « grave erreur », il avait avancé que Flynn témoignerait que Trump lui a ordonné d’entrer en contact avec la Russie sur la politique étrangère lorsqu'il était encore candidat,.

Pour The Wall Street Journal : 

« La théorie du complot selon laquelle Donald Trump ou ses équipes auraient conspiré avec les Russes pour voler la présidentielle américaine est une illusion. »

Pour les journaux Politico et Jacobin, le manque de professionnalisme et d'objectivité des « médias mainstream », de l'establishment politique et médiatique, est à comparer aux mensonges qu'ils avaient déjà propagés sur les armes de destruction massive en Irak,.
Pour Matt Taibbi, si les mensonges qui ont servi à justifier la guerre en Irak ont porté atteinte à la réputation de la presse, l'affaire du Russiagate finit de détruire cette réputation. Pendant des années, cette affaire a fait la une de tous les journaux et une grande partie de cette couverture médiatique par les médias mainstream relève purement et simplement de la théorie du complot. La presse s'est engagée dès le début en faveur d'un récit partisan qui s'est révélé faux. 

« L'ampleur des erreurs et des exagérations éclipse les mensonges de la guerre en Irak. Pire encore, la plupart des journalistes a accepté un changement radical de leur mission : [ils sont] devenus partisans, oblitérant le concept de presse en tant qu'institution indépendante dont le rôle premier est de trier la réalité de la fiction. »

Selon Le Monde diplomatique, la conclusion de l'affaire constitue une gifle spectaculaire pour la quasi-totalité des grands médias américains ainsi que la plupart des médias occidentaux, y compris en France. L'acharnement des journalistes à endosser toutes les théories du complot, y compris les plus fantaisistes, dès lors qu’elles semblaient atteindre le président Trump, se retourne à présent contre eux. C'est aussi une défaite pour l'aile modérée du Parti démocrate, qui avait besoin d'imputer la défaite de sa candidate Hillary Clinton à un complot étranger,,.
Pour Michael Tracey, journaliste au magazine Fortune, les erreurs, les rétractations, les proclamations spéculatives sans fondement et les tromperies flagrantes des médias, que selon lui Donald Trump dénonçait à bon droit, ont pour effet qu'il « peut maintenant se servir des nombreux échecs humiliants des médias au sujet de la Russie comme excuse pour désigner comme "fake news" des reportages légitimes sur d'autres sujets ». Pour lui, le résultat du Russiagate est d'avoir légitimé le président Trump comme président anti-establishment.
À la suite de l'arrestation et la mise en examen, le 4 novembre 2021, d'Igor Danchenko dans le cadre de l'enquête du procureur spécial John Durham, The Wall Street Journal est l'un des rares médias à esquisser une autocritique. Dans son éditorial du 5 novembre, le quotidien déclare que « tout cela prouve que toute cette affaire n'est, du début à la fin, qu'une série de boules puantes lancées par l'équipe de campagne de Hillary Clinton, et dont la presse fut le promoteur crédule ». Coté presse proche du Parti démocrate, The Washington Post admet que les investigations en cours du procureur Durham « jettent un doute sur certains articles publiés par les journaux, y compris le nôtre ».